# یواس‌اس میسیسیپی (۱۸۶۵)
یواس‌اس میسیسیپی (۱۸۶۵) (به انگلیسی: USS Yazoo (1865)) یک کشتی بود که طول آن ۲۲۵ فوت (۶۹ متر) بود. این کشتی در سال ۱۸۶۵ ساخته شد و در ۸ام ماه مه همان سال رسما آغاز به کار کرد.